# Specie di Cyrtaucheniidae
Di seguito sono elencate le 102 specie della famiglia di ragni Cyrtaucheniidae note al dicembre 2012 .

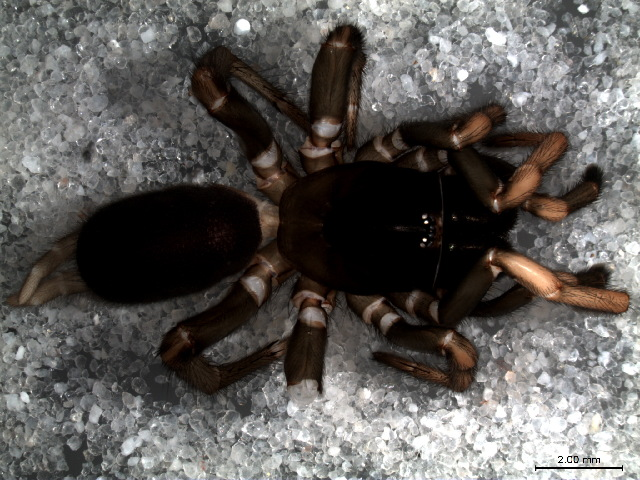
Bolostromus sp.

## Acontius
Acontius Karsch, 1879
- Acontius aculeatus (Simon, 1903) — Guinea Equatoriale
- Acontius africanus (Simon, 1889) — Africa occidentale, Congo
- Acontius australis (Simon, 1886) — Argentina
- Acontius hartmanni Karsch, 1879[2] — Africa occidentale
- Acontius humiliceps (Simon, 1907) — Bioko (Golfo di Guinea)
- Acontius lamottei (Dresco, 1972) — Costa d'Avorio
- Acontius lawrencei (Roewer, 1953) — Congo
- Acontius lesserti (Roewer, 1953) — Congo
- Acontius machadoi (Lessert, 1938) — Congo
- Acontius stercoricola (Denis, 1955) — Guinea

## Ancylotrypa
Ancylotrypa Simon, 1889
1. Ancylotrypa angulata Roewer, 1953 — Congo
2. Ancylotrypa atra Strand, 1906 — Etiopia, Kenya
3. Ancylotrypa barbertoni (Hewitt, 1913) — Sudafrica
4. Ancylotrypa bicornuta Strand, 1906 — Sudafrica
5. Ancylotrypa brevicornis (Hewitt, 1919) — Sudafrica
6. Ancylotrypa brevipalpis (Hewitt, 1916) — Sudafrica
7. Ancylotrypa brevipes (Karsch, 1879) — Africa occidentale
8. Ancylotrypa breyeri (Hewitt, 1919) — Sudafrica
9. Ancylotrypa bulcocki (Hewitt, 1916) — Sudafrica
10. Ancylotrypa coloniae (Pocock, 1902) — Sudafrica
11. Ancylotrypa cornuta Purcell, 1904 — Sudafrica
12. Ancylotrypa decorata (Lessert, 1938) — Congo
13. Ancylotrypa dentata (Purcell, 1903) — Sudafrica
14. Ancylotrypa dreyeri (Hewitt, 1915) — Sudafrica
15. Ancylotrypa elongata Purcell, 1908 — Namibia
16. Ancylotrypa fasciata Fage, 1936 — Kenya
17. Ancylotrypa flaviceps (Pocock, 1898) — Africa orientale
18. Ancylotrypa flavidofusula (Hewitt, 1915) — Sudafrica
19. Ancylotrypa fodiens (Thorell, 1899) — Camerun
20. Ancylotrypa fossor Simon, 1889[2] — Africa centrale
21. Ancylotrypa granulata (Hewitt, 1935) — Botswana
22. Ancylotrypa kankundana Roewer, 1953 — Congo
23. Ancylotrypa kateka (Roewer, 1953) — Congo
24. Ancylotrypa lateralis (Purcell, 1902) — Sudafrica
25. Ancylotrypa magnisigillata (Hewitt, 1914) — Sudafrica
26. Ancylotrypa namaquensis (Purcell, 1908) — Sudafrica
27. Ancylotrypa nigriceps (Purcell, 1902) — Sudafrica
28. Ancylotrypa nuda (Hewitt, 1916) — Sudafrica
29. Ancylotrypa nudipes (Hewitt, 1923) — Sudafrica
30. Ancylotrypa oneili (Purcell, 1902) — Sudafrica
31. Ancylotrypa pallidipes (Purcell, 1904) — Sudafrica
32. Ancylotrypa parva (Hewitt, 1916) — Sudafrica
33. Ancylotrypa pretoriae (Hewitt, 1913) — Sudafrica
34. Ancylotrypa pusilla Purcell, 1903 — Sudafrica
35. Ancylotrypa rufescens (Hewitt, 1916) — Sudafrica
36. Ancylotrypa schultzei (Purcell, 1908) — Namibia
37. Ancylotrypa sororum (Hewitt, 1916) — Sudafrica
38. Ancylotrypa spinosa Simon, 1889 — Sudafrica
39. Ancylotrypa tookei (Hewitt, 1919) — Sudafrica
40. Ancylotrypa tuckeri Roewer, 1953 — Congo
41. Ancylotrypa vryheidensis (Hewitt, 1915) — Sudafrica
42. Ancylotrypa zebra (Simon, 1892) — Sudafrica
43. Ancylotrypa zeltneri (Simon, 1904) — Etiopia
44. Ancylotrypa zuluensis (Lawrence, 1937) — Sudafrica

## Anemesia
Anemesia Pocock, 1895
- Anemesia birulai (Spassky, 1937) — Turkmenistan
- Anemesia incana Zonstein, 2001 — Tagikistan
- Anemesia karatauvi (Andreeva, 1968) — Tagikistan
- Anemesia tubifex (Pocock, 1889)[2] — Afghanistan

## Angka
Angka Raven & Schwendinger, 1995
- Angka hexops Raven & Schwendinger, 1995[2] — Thailandia

## Bolostromoides
Bolostromoides Schiapelli & Gerschman, 1945
- Bolostromoides summorum Schiapelli & Gerschman, 1945[2] — Venezuela

## Bolostromus
Bolostromus Ausserer, 1875
- Bolostromus fauna (Simon, 1889) — Venezuela
- Bolostromus gaujoni (Simon, 1889) — Ecuador
- Bolostromus holguinensis Rudloff, 1996 — Cuba
- Bolostromus insularis (Simon, 1891) — Saint Vincent
- Bolostromus panamanus (Petrunkevitch, 1925) — Panama
- Bolostromus pulchripes (Simon, 1889) — Venezuela
- Bolostromus riveti Simon, 1903 — Ecuador
- Bolostromus suspectus O. P.-Cambridge, 1911 — Uganda
- Bolostromus venustus Ausserer, 1875[2] — Colombia

## Cyrtauchenius
Cyrtauchenius Thorell, 1869
- Cyrtauchenius artifex (Simon, 1889) — Algeria
- Cyrtauchenius bedeli Simon, 1881 — Algeria
- Cyrtauchenius bicolor (Simon, 1889) — Algeria
- Cyrtauchenius castaneiceps (Simon, 1889) — Algeria
- Cyrtauchenius dayensis Simon, 1881 — Algeria
- Cyrtauchenius doleschalli Ausserer, 1871 — Italia, Sicilia, Creta
- Cyrtauchenius inops (Simon, 1889) — Algeria
- Cyrtauchenius latastei Simon, 1881 — Algeria
- Cyrtauchenius longipalpus (Denis, 1945) — Algeria
- Cyrtauchenius luridus Simon, 1881 — Algeria
- Cyrtauchenius maculatus (Simon, 1889) — Algeria
- Cyrtauchenius obscurus Ausserer, 1871 — Sicilia
- Cyrtauchenius structor (Simon, 1889) — Algeria
- Cyrtauchenius talpa Simon, 1891 — USA
- Cyrtauchenius terricola (Lucas, 1846)[2] — Algeria
- Cyrtauchenius vittatus Simon, 1881 — Algeria
- Cyrtauchenius walckenaeri (Lucas, 1846) — Mediterraneo

## Fufius
Fufius Simon, 1888
- Fufius albovittatus (Simon, 1891) — Brasile
- Fufius annulipes (Mello-Leitão, 1941) — Colombia
- Fufius antillensis (F. O. P.-Cambridge, 1898) — Trinidad
- Fufius atramentarius Simon, 1888[2] — America centrale
- Fufius auricomus (Simon, 1891) — Brasile
- Fufius ecuadorensis (Simon, 1892) — Ecuador
- Fufius funebris Vellard, 1924 — Brasile
- Fufius lanicius (Simon, 1892) — Bolivia
- Fufius lucasi Guadanucci & Indicatti, 2004 — Brasile
- Fufius striatipes (Drolshagen & Bäckstam, 2009) — Brasile

## Homostola
Homostola Simon, 1892
- Homostola abernethyi (Purcell, 1903) — Sudafrica
- Homostola pardalina (Hewitt, 1913) — Sudafrica
- Homostola reticulata (Purcell, 1902) — Sudafrica
- Homostola vulpecula Simon, 1892[2] — Sudafrica
- Homostola zebrina Purcell, 1902 — Sudafrica

## Rhytidicolus
Rhytidicolus Simon, 1889
- Rhytidicolus structor Simon, 1889[2] — Venezuela